# Diepwaterkardinaalbaarzen
Diepwaterkardinaalbaarzen (Epigonidae) zijn een familie van straalvinnige vissen uit de orde van Baarsachtigen (Perciformes).

## Geslachten
- Brephostoma Alcock, 1889
- Brinkmannella Parr, 1933
- Epigonus Rafinesque, 1810
- Florenciella Mead & De Falla, 1965
- Microichthys Rüppell, 1852
- Rosenblattia Mead & De Falla, 1965
- Sphyraenops Gill, 1860